# 喬·魯特

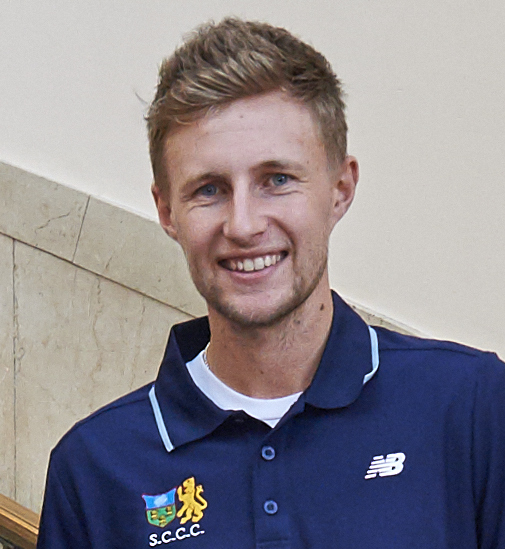
喬·魯特

喬·魯特（英語：Joe Root；1990年12月30日—）是一位英格蘭板球運動員。他現在效力於約克郡鄉村板球俱樂部。他是一位右手球員。魯特也代表英格蘭板球代表隊參賽。他的哥哥也是一位板球運動員。